# Kvacke Anka (Hanna-Barbera)
Kvacke Anka (orig. Yakki Doodle) är en serie av 50 amerikanska animerade kortfilmer producerade av Hanna Barbera (1961-1962).

## Figurer
- Kvacke Anka
- Chopper
- Fibber
- Alfy